# Găidar, Bacău
Găidar (în maghiară Gajdár) a fost un sat în comuna Sănduleni din județul Bacău, Moldova, România, după reorganizarea administrativ-teritorială din 1968 fiind contopit cu localitatea Coman.

## Istorie
Satul a avut o populație predominant de etnie maghiară. Conform clasificării lingvistului Vilmos Tánczos, locuitorii acestuia aparțineau categoriei ceangăilor secui de pe Valea Tazlăului.
În 1842 localitatea a fost menționată ca aparținând provinciei ecleziastice (romano-catolice) Bistrița (Bacău).
În 1908 satul a făcut parte din comuna Sănduleni, fiind listat ca sat; Coman adiacent a fost listat drept cătun. În 1930 făcea parte din județul Bacău, plasa Tazlău.
În 1968, satul a fost desființat și comasat cu localitatea Coman, din comuna Sănduleni.
În 1981 a fost menționată contopirea sa cu satul Sănduleni.

## Populație
Conform recensământului populației din 1930, Găidar avea o populație de 373 de persoane, dintre care 5 erau români și 368 maghiari. Din punct de vedere al limbii materne, 6 erau de limbă română și 367 de limbă maghiară. Din punct de vedere confesional, 4 erau ortodocși și 369 romano-catolici.
Potrivit notei prim-ministrului maghiar László Bárdossy către dr. Gábor Apor, ambasadorul Ungariei la Vatican, în 1941, în Găidar existau 369 de romano-catolici, din care 367 erau de etnie maghiară.